# Theodor Leupold
Theodor Leupold – urodzony w Zittau niemiecki kolarz, uczestnik pierwszych nowożytnych igrzysk olimpijskich.
Wziął udział w wyścigach na 333⅓ m oraz na 100 km. W krótszym zajął 5. miejsce (ex aequo z dwoma innymi zawodnikami) z czasem 27 sekund, natomiast dłuższego nie ukończył. Reprezentował klub RV 1884 Zittau.